# Джодрелл, Ричард Пол
Ричард Пол Джодрелл (англ. Richard Paul Jodrell) (13 ноября 1745 — 26 января 1831) — малоизвестный английский драматург.

## Происхождение
Ричард Пол Джодрелл происходил из древнего рода, изначально дербиширского, а позднее стаффордширского. Его прадед, Пол Джодрелл был клерком Палаты общин. Его отец, с тем же именем, был генеральным стряпчим Фредерика, принца Уэльского, и женился на Элизабет, дочери Ричарда Уорнера. У них родились три сына: объект этой статьи; Пол, посвящённый в рыцари в 1787 году и, будучи врачом набоба Аркота, умерший в Мадрасе в 1803 году; и Генри, барристер и член парламента.

## Биография
Ричард Пол Джодрелл родился 13 ноября 1745 года; потеряв своего отца в 1751 году, прожил в его поместье почти 80 лет. Получил образование в Итонском и Хертфордском колледжах. Проявил склонность к классическим наукам.
Джодрелл был избран членом Королевского общества в 1772 году, Общества антикваров в 1784 году. Доктор гражданского права с 4 июля 1793.
На всеобщих выборах 1790 года Джодрелл был избран в Парламент от округа Сифорд, но 19 марта 1792 года был объявлен ненадлежащим образом избранным. В январе 1794 года был переизбран, но в 1796 году вновь освобождён от места.
На склоне лет стал терять рассудок, пока не достиг полной недееспособности. Умер в 1831 году.

## Произведения
«Вдова и не вдова» («A Widow and no Widow»), драма в трёх действия, была поставлена в Хеймаркете в 1779 году и напечатана в 1780. В том же театре в 1783 году шла с успехом его «Видеть значит верить» («Seeing is Believing»), в одном акте, напечатанная в 1786. Его трагедия «Персидская героиня» («The Persian Heroine»), отвергнутая руководителями двух больших театров, напечатана в 1786 году. В следующем году он опубликовал сборник драматических произведений, предназначенных для постановки в провинциальных и частных театрах: фарс «Кто боится?» («Who’s Afraid?»); комедия «Интернатка» («Boarding School Miss»), фарс «Все и вся» («One and All»); комедия «Притворство» («The Disguise») (в вольном бенгальском переводе Герасима Лебедева стала первой пьесой европейского типа, поставленной на индийском языке); фарс «Музыкально» («The Musico») и драматическая сценка «Bulse». Кроме того, он опубликовал в 1785 году историческую сказку «Рыцарь и монахи» («The Knight and Friars»).

## Семья
Джодрелл женился 19 мая 1772 года на своей троюродной сестре Верте. От этой женщины, которая скончалась 23 мая 1806 года, у него было пять сыновей и две дочери: два Пола, которые оба умерли в младенчестве, сэр Ричард Пол, Эдвард, преподобный Шелдон, двойняшки София и Луиза.